# Карасу (Кабардино-Балкария)
Карасу́ (карач.-балк. Къара-суу — «чёрная вода») — село в Черекском районе Кабардино-Балкарской Республики.
Образует муниципальное образование «сельское поселение Карасу», как единственный населённый пункт в его составе.

## География
Селение расположено в западной части Черекского района, у впадения реки Карасу в Черек-Безенгийский. Находится в 19 км к юго-западу от районного центра Кашхатау и в 57 км к югу города Нальчик (по дороге).
Площадь территории сельского поселения составляет — 16,18 км2. Из них около 95% площади занимают сельскохозяйственные угодья и горные пастбища.
Граничит с землями населённых пунктов: Бабугент на северо-востоке и Безенги на юго-западе.
Населённый пункт расположен в горной зоне республики. Средние высоты на территории села составляют 1237 метров над уровнем моря. Имеются участки достигающие отметок в 2000 метров. Наивысшими точками сельского поселения являются горы Чирахкенд и Зюлькасар.
Гидрографическая сеть представлена реками Черек-Безенгийский и Карасу. В долине реки Черек-Безенгийский расположены наиболее равнинные участки.
Климат влажный умеренный. Лето короткое и тёплое. Зимы длинные, но прохладные. Среднегодовая температура воздуха составляет около +7,5°С, и колеблется от средних +18,5°С в июле, до средних -4,0°С в январе. Первые заморозки наблюдаются вначале октября, последние в начале апреля. Среднегодовое количество осадков составляет около 900 мм. Основное количество которых выпадает в период с мая по июль. Весной при резких перепадах температуры, с гор дуют сильные ветры.

## История
Селение Карасу было основано в 1887 году, переселенцами из верховьев Хуламо-Безенгиевского ущелья, осевшими у устья реки Карасу.
До 1935 года село с сельсоветом входило в состав Балкарского округа КБАССР. После разукрупнения округа, было включено в состав новообразованного Хуламо-Безенгиевского района.
8 марта 1944 года балкарцы были депортированы в Среднюю Азию, и село находилось в заброшенном состоянии в течение 13 лет.
В 1957 году решением Верховного Совета СССР балкарцы были реабилитированы и им было разрешено вернуться в свои прежние места проживания.
После возвращения из мест депортации, село постепенно разрасталось за счёт прежних жителей сёл Шики и Холам, которые после 1944 года остались заброшенными.
В 1992 году Карасуевский сельский совет был реорганизован и преобразован в Карасуевскую сельскую администрацию. В 2005 году Карасуевская сельская администрация была преобразована в муниципальное образование, со статусом сельского поселения.

## Население
| 2002 | 2010 | 2012 | 2013 | 2014 | 2015 | 2016 |
| ---- | ---- | ---- | ---- | ---- | ---- | ---- |
| 441  | ↗507 | ↗515 | ↘509 | ↗512 | ↗519 | ↘517 |
| 2017 | 2018 | 2019 | 2021 | 2023 | 2024 | 2025 |
| ↗532 | ↗534 | ↘531 | ↗577 | ↘576 | ↗584 | ↗585 |

Плотность — 36.16 чел./км2.
Национальный состав
По данным Всероссийской переписи населения
 2010 года:
| Народ    | Численность, чел. | Доля от всего населения, % |
| -------- | ----------------- | -------------------------- |
| балкарцы | 502               | 99,0 %                     |
| другие   | 5                 | 1,0 %                      |
| всего    | 507               | 100 %                      |

По данным Всероссийской переписи 2021 года:
| Народ    | Численность, чел. | Доля от всего населения, % |
| -------- | ----------------- | -------------------------- |
| балкарцы | 577               | 100,0 %                    |
| всего    | 577               | 100,0 %                    |

Поло-возрастной состав
По данным Всероссийской переписи населения 2010 года:
| Возраст     | Мужчины, чел. | Женщины, чел. | Общая численность, чел. | Доля от всего населения, % |
| ----------- | ------------- | ------------- | ----------------------- | -------------------------- |
| 0 — 14 лет  | 42            | 65            | 107                     | 21,1 %                     |
| 15 — 59 лет | 161           | 183           | 344                     | 67,9 %                     |
| от 60 лет   | 31            | 25            | 56                      | 11,0 %                     |
| Всего       | 234           | 273           | 507                     | 100,0 %                    |

Мужчины — 234 чел. (46,2 %). Женщины — 273 чел. (53,8 %).
Средний возраст населения — 31,7 лет. Медианный возраст населения — 28,1 лет.
Средний возраст мужчин — 33,5 лет. Медианный возраст мужчин — 32,5 лет.
Средний возраст женщин — 30,1 лет. Медианный возраст женщин — 25,6 лет.

## Местное самоуправление
Администрация сельского поселения Карасу — с. Карасу, ул. Черекская, 11.
Структуру органов местного самоуправления сельского поселения составляют:
- Исполнительно-распорядительный орган — Местная администрация сельского поселения Карасу. Состоит из 6 человек.
  - Глава администрации сельского поселения — Мечиев Сафар Салихович.
- Представительный орган — Совет местного самоуправления сельского поселения Карасу. Состоит из 11 депутатов, избираемых на 5 лет.

## Образование
- МКОУ средняя общеобразовательная школа — ул. Школьная, 21.
- Начальная школа Детский сад (при школе).

## Здравоохранение
- Участковая больница — ул. Черекская, 2.

## Культура
- Дом Культуры

Общественно-политические организации: 
- Совет старейшин
- Совет ветеранов труда

## Ислам
В селе действует одна мечеть.

## Экономика
В селе не действуют крупные предприятия, но имеются небольшие производственные цеха, такие как цех по изготовлению пластиковых окон, дверей, перекрытий, фасадов, балконов. Делянка в лесном хозяйстве по добыче ценных буковых пород дерева. Молочные фермы, действовавшие при СССР, ныне заброшены, так же как и цех по производству паркета.

## Улицы
На территории села зарегистрировано 8 улиц :

| Карасуевский |
| Лесная       |
| Мечиева      |

| Октябрьская  |
| Первомайская |
| Хуламская    |

| Черекская |
| Школьная  |